# Peter-Clement Woetmann
Peter-Clement Woetmann (født 1985 i København) er dansk digter, dramatiker og redaktør. Han er uddannet fra Forfatterskolen (2006)og Bsc. i Landskabsarkitektur og Bydesign (2012). 
Peter-Clement Woetmann debuterede som 20-årig med digtsamlingen Heldigvis er skoven blevet væk i 2005 på forlaget Borgen. Han er en del af redaktionen på Forlaget Kronstork, der bl.a. udgiver ny dansk poesi. Han har siden sin debut i tiltagende grad arbejdet med samfundsdebat i sine værker bl.a. med krigen i Afghanistan (I Føling og Til mine brødre) og flygtningesituationen (Uropa og Bag bakkerne, kysten).
Peter-Clement Woetmann var husdramatiker ved Aarhus Teater (2015-2018). I 2019 modtog han Statens kunstfonds tre-årige arbejdslegat. 

## Udgivelser
- Brødrene Woetmann af Danmark, Bændelormen 2004 (sm. Lars-Emil Woetmann)
- Råhus, Nord 2005 (sm. Vagn Remme, Rikke Villadsen & Arko Højholt)
- Heldigvis er skoven blevet væk, Borgen 2005
- Mit indre Pompeii, Kronstork 2010
- 105 variationer, Arena 2015
- Bag bakkerne, kysten - en klagesang, Kronstork 2017
- Til mine brødre - og andre tekster, Arena 2019
- Blå koral: tys, tys dollar, Arena 2023

## Dramatiske værker
- Til mine brødre, Aarhus Teater, 2016[1]
- Den sidste bølge, Aarhus Teater, 2017
- Fragt, Aarhus Teater, 2017
- Lav sol, Aarhus Teater, 2018
- Offside, Teater Masken + Hils din mor, 2021
- 24 mulige afgrunde, Sydhavn Teater 2022
- Blå koral: Tys, tys dollar, Teater Faar 302, 2023

## Andre sceneprojekter
- I føling - en krigsballet (et samarbejde mellem mellem Den Kongelige Ballets danselaboratorium, Corpus og teatret Sort/Hvid), 2014
- Uropa - en asylballet (et samarbejde mellem mellem Den Kongelige Ballets danselaboratorium, Corpus og teatret Sort/Hvid), 2016
- Familien der kunne tale om alt, tekst: Christian Lollike med tekstfragmenter af Peter-Clement Woetmann, Aarhus Teater, 2016
- Ceremoni for sørgende, (sm. bl.a. Anna Gammelgaard og Kasper Vang), Eksil, Haut, 2017.
- 68 - et øjeblik var en anden verden muligt (Tekst: Christian Lollike, Sigrid Johannesen, Peter-Clement Woetmann), Det kongelige teater, 2018.
- Katalog over kommende katastrofer, (Idé, instruktion og tekstudvikling: Anne Zacho Søgaard, Tekst: Peter-Clement Woetmann, Joan Rang Christensen, Mikkel Trier Rygaard og Julie Maj Jakobsen), Teater Faar 302, 2020

## Andre projekter
- Tilfældigvis er skærmen blevet blæk - en interaktiv poesimaskine, i samarbejde med Litteraturen finder sted, 2012
- Den sproglige flåde, et litterært kærlighedsarkiv, 2012-2013.[2]

## Priser og legater
- Harald Kidde og Astrid Echrencron-Kidde og Jens Peder Jensen Kjærgaard og hustru fond, 2015
- Morten Nielsens Mindelegat, 2015